# Leci Brandão
Leci Brandão da Silva OMC, mais conhecida como Leci Brandão (Rio de Janeiro, 12 de setembro de 1944) é uma é uma cantora, compositora, atriz e política brasileira. Ela é filiada ao PCdoB. Atualmente, exerce mandato de deputada estadual pelo estado de São Paulo. Umas das mais importantes intérpretes de samba da história.

## Biografia
Começou sua carreira no início da década de 1970, tornando-se a primeira mulher a participar da ala de compositores da Mangueira.
Ao longo de sua carreira, Leci gravou 13 LPs, 8 CDs, 2 DVDs e 3 compactos, um total de 26 obras. Participou do Festival MPB-Shell promovido pela Rede Globo, em 1980, com a música "Essa Tal Criatura". Em 1985, gravou "Isso É Fundo de Quintal". Em 1989 carioca Leci Brandão obteve disco de ouro com o Axé music pelo sucesso da música Olodum, Força Divina composição de Tonho Matéria. Em 1995, foi a intérprete do samba-enredo da Acadêmicos de Santa Cruz durante o carnaval. Atuou na telenovela Xica da Silva como a líder quilombola Severina. Escrita por Walcyr Carrasco e dirigida por Walter Avancini, a telenovela foi exibida pela TV Manchete entre 1996 e 1997.
Entre 1984 e 1993, Leci foi comentarista dos Desfiles das Escolas de Samba do Rio de Janeiro pela TV Globo. Após uma pausa de seis anos, voltou a comentar o Carnaval Carioca de 2000 a 2001. Entre 2002 e 2010 comentou os Desfiles das Escolas de Samba de São Paulo pela mesma emissora. Foi Conselheira da Secretaria Nacional de Políticas de Promoção da Igualdade Racial e membro do Conselho Nacional dos Direitos da Mulher a convite do então Presidente Luiz Inácio Lula da Silva, permanecendo nos Conselhos por dois mandatos (2004 a 2008).
Em 2008, participou do clipe do Dia de Fazer a Diferença da Rede Record em parceria com o Instituto Ressoar. É madrinha do Acadêmicos do Tatuapé, bicampeã do carnaval de São Paulo, agremiação que acompanha desde 2012 quando foi enredo da escola. Leci Brandão completou 40 anos de carreira artística em 2015 e lançou um novo trabalho, ‘Simples Assim – Leci Brandão’, em 2016. Por este trabalho, foi premiada na categoria melhor cantora de samba na 29ª edição do Prêmio da Música Brasileira.
A cantora é madrinha do Bloco Afro Ilú Oba De Min, composto somente por mulheres.
Atualmente, Leci Brandão se dedica à carreira musical e ao parlamento paulista.

## Carreira política
Em fevereiro de 2010, Leci Brandão filiou-se ao Partido Comunista do Brasil (PCdoB) e candidatou-se ao cargo de Deputada Estadual pelo estado de São Paulo, tendo sido eleita com mais de 85 mil votos, reeleita em 2014 com 71 000 votos, em 2018 com mais de 64 mil e em 2022 com 90 496 votos. Com a última reeleição, Leci se tornou a primeira mulher negra a cumprir 4 mandatos consecutivos na história da ALESP.
Como parlamentar, Leci Brandão afirma se dedicar à promoção da igualdade racial, ao respeito às religiões de matriz africana e à cultura brasileira. Segunda deputada negra da história da Assembleia Legislativa de São Paulo (a primeira foi a Dra. Theodosina Rosário Ribeiro), Leci também levanta a questão das populações indígena e quilombola, da juventude, das mulheres e do segmento LGBTQ+.
E em 2019, Leci foi uma das deputadas a assinar a PL do projeto "Menstruação sem tabu", que visou combater a pobreza menstrual através da distribuição de absorventes para mulheres em situação de pobreza aos moldes de países como a Escócia.
Em 2025, Leci Brandão recebeu o título Doutora Honoris Causa pela UFSCar. O título é concedido aos indivíduos que contribuem para o desenvolvimento e disseminação do conhecimento, promovendo iniciativas que causam impacto na sociedade e na política, especialmente em áreas como direitos humanos, equidade, igualdade, educação e inclusão.

### Ativismo
Leci foi primeira cantora famosa do Brasil a se pronunciar como uma mulher lésbica em entrevista publicada em novembro de 1978 na sexta edição do militante jornal Lampião da Esquina, direcionado ao público LGBT da época. Contudo não havia sido a primeira vez que Leci abordou esse tema, tendo escrito músicas como Ombro amigo, uma composição solidária a pessoas em processo de aceitação da homossexualidade.
Questão de Gosto, seu primeiro álbum lançado por uma grande gravadora em 1976, a sambista gravou As Pessoas e Eles, considerada uma das primeiras canções brasileiras a falar abertamente sobre homossexualidade. Com os versos "As pessoas não entendem/Porque eles se assumiram/ Simplesmente porque eles descobriram/ Uma verdade que elas proíbem", a faixa chamou bastante a atenção. Autora da letra e da melodia, Leci disse que a ideia da música surgiu a partir de um ato de violência homofóbica presenciado por ela no Rio de Janeiro. O álbum entrou para a exposição "Orgulho e Resistências: LGBT na Ditadura" no início de 2021, no Memorial da Resistência, em São Paulo.
Em 2019, ela regravou a faixa Pra Colorir Muito Mais, sobre o arco-íris, em referência à luta pelos direitos LGBTQIA+.

## Desempenho em eleições
| Ano  | Eleição               | Partido | Candidato a       | Votos          | Resultado |
| ---- | --------------------- | ------- | ----------------- | -------------- | --------- |
| 2010 | Estadual em São Paulo | PCdoB   | Deputada Estadual | 86 298 (0,48%) | Eleita    |
| 2014 | Estadual em São Paulo | PCdoB   | Deputada Estadual | 71 136 (0,40%) | Eleita    |
| 2018 | Estadual em São Paulo | PCdoB   | Deputada Estadual | 64 448 (0,35%) | Eleita    |
| 2022 | Estadual em São Paulo | PCdoB   | Deputada Estadual | 90 496 (0,39%) | Eleita    |

## Discografia
- Leci Brandão (1974)
- Antes que eu volte a ser nada (1975)
- Questão de gosto (1976)
- Coisas do meu pessoal (1977)
- Metades (1979)
- Essa tal criatura (1980)
- Leci Brandão (1985)
- Dignidade (1987)
- Um beijo no seu coração (1988) (Disco de Ouro)
- As coisas que mamãe me ensinou (1989)
- Cidadã brasileira (1990)
- Anjos da guarda (1995)
- Atitudes (1995)
- Somos da mesma tribo (1996)
- Sucessos de Leci Brandão (1996)
- Autoestima (1999)
- Casa de samba (2000)
- Eu sou assim (2000)
- Leci & convidados (2001)
- A filhada Dona Lecy (2002)
- A cara do povo (2003)
- Canções afirmativas - Ao vivo (2007)
- Eu e o Samba (2008)
- Isso é Leci Brandão (2011)
- O canto livre de Leci Brandão (2011)
- Simples Assim (2016)

## Filmografia
| Ano  | Título                                                          | Personagem |
| ---- | --------------------------------------------------------------- | ---------- |
| 1987 | Se O Rei Zulu Já Não Pode Andar Nu                              | Ela mesma  |
| 1996 | Xica da Silva                                                   | Severina   |
| 2013 | Damas do Samba                                                  | Ela mesma  |
| 2015 | O Samba                                                         | Ela mesma  |
| 2016 | Lampião da Esquina                                              | Ela mesma  |
| 2017 | Congá                                                           | Narradora  |
| 2021 | De Cabral a George Floyd: Onde Arde o Fogo Sagrado da Liberdade | Ela mesma  |